# Brevipalpus ochaliensis
Brevipalpus ochaliensis är en spindeldjursart som först beskrevs av Chaudhri, Akbar och Rasool 1974.  Brevipalpus ochaliensis ingår i släktet Brevipalpus och familjen Tenuipalpidae. Inga underarter finns listade.